# Eis-Hockey-Club Visp
L'EHC Visp è una squadra di hockey su ghiaccio con sede nella cittadina svizzera di Visp, nel Canton Vallese. Fu fondata nel 1939. La compagine attualmente milita nella Swiss League, seconda divisione del campionato svizzero. I colori sociali sono il rosso ed il bianco. Le partite casalinghe vengono disputate presso la Litternahalle, che può contenere 4'300 spettatori.
Nel corso della sua storia la squadra ha conquistato un campionato svizzero, tre titoli di Lega Nazionale B, una Coppa Svizzera, ed ha vinto per cinque volte il titolo di Prima Lega nel girone Ovest.

## Storia
L'EHC Visp nacque nel 1939, e per i primi tre decenni della sua storia rimase ai margini dell'hockey su ghiaccio svizzero. Nella stagione 1959-1960 arrivò il primo successo in Lega Nazionale B, con la promozione nella Lega Nazionale A. Nel giro di soli due anni il Visp fu in grado di conquistare il titolo nazionale.
La formazione vallesana vinse anche una Coppa Svizzera nel 1964, e rimase in LNA fino al 1972. Da quell'anno fino al 1985 l'EHC Visp militò in Lega Nazionale B, prima di venir retrocessa in Prima Lega. Negli anni 1990, grazie anche a quattro titoli vinti nel giro di poche stagioni, la squadra fece ritorno in LNB. Nella stagione 2009-2010 il Visp conquistò il primo posto nella stagione regolare, venendo sconfitto in finale dal Lausanne HC, mentre l'anno successivo, dopo aver concluso in sesta posizione la regular season, riuscirono nell'impresa di ritornare al successo nella Lega Nazionale B.

## Pista
Lonza Arena

## Palmarès

### Competizioni nazionali
- Campionato svizzero: 1

1961-1962
- Lega Nazionale B: 4

1959-1960, 1974-1975, 2010-2011, 2013-2014
- Prima Lega: 5

1988-1989, 1993-1994, 1994-1995, 1966-1997, 1998-1999

### Coppe nazionali
- Coppa Svizzera: 1

1963-1964